# استیون نوردهاوس
استیون نوردهاوس (انگلیسی: Steven Nordhaus؛ زادهٔ ۱۳ اکتبر ۱۹۶۶) ژنرال نیروی هوایی ایالات متحده آمریکا است، که از اکتبر ۲۰۲۴ به‌عنوان ۳۰امین رئیس گارد ملی آمریکا فعالیت می‌کند.
نوردهاوس فعالیت نظامی را در سال ۱۹۸۹ در نیروی هوایی آمریکا آغاز کرد، از ۲۰۱۱ تا ۲۰۱۳ فرماندهی بال ۱۸۰ جنگنده را برعهده داشت، از ۲۰۱۷ تا ۲۰۱۹ فرمانده مرکز آمادگی گارد ملی هوایی بود، در فاصله سال‌های ۲۰۱۹ تا ۲۰۲۲ به‌عنوان مدیر عملیات دفتر گارد ملی فعالیت می‌کرد و از ۲۰۲۳ تا ۲۰۲۴ فرماندهی نیروی هوایی نخست را برعهده داشت.